# Poměrný volební systém
Poměrný (proporční) volební systém je kategorie volebního systému, ve které jsou mandáty na úrovni volebního obvodu rozdělovány poměrně, na základech rovného volebního práva. Při použití tohoto volebního systému, při volbách do zastupitelských orgánů, kandidáti či strany získávají počet mandátů či křesel v poměru, který se blíží poměru počtů hlasů získaných od voličů. Převod hlasů na mandáty se děje pomocí různých metod.
Poměrné volební systémy lze dále rozdělit do následujících velikých skupin:
1. Listinné volební systémy
2. Poměrné smíšené volební systémy jako Personalisovaný poměrný systém (MMP)[1]
3. Poměrné pořadové volby jako Systém jednoho přenosného hlasu (STV)

## Faktory ovlivňující poměrnost
Platí, že na účinek listinného poměrného systému mají klíčový vliv zejména následující čtyři proměnné:
1. Velikost volebních obvodů
2. Volební formule (metoda přepočtu hlasů na mandáty)
3. Uzavírací klauzule (její přítomnost a výše)
4. Počet úrovní volebních obvodů či skrutínií

### Volební obvody a jejich velikost
Součástí proporčních systémů jsou vícemandátové volební obvody i s nestejnou velikostí, jimž jsou kandidáti přiřazeni, může však být i volební obvod jediný celostátní (např. Slovensko, Izrael). Obecně platí, že velikost volebních obvodů je proměnná, která má nejsilnější vliv na proporcionalitu výsledku. Čím větší je volební obvod, tím přesněji odráží zisk mandátů poměr hlasů odevzdaných pro jednotlivá kandidující uskupení. Větší volební obvod tedy vede k poměrnějším výsledkům.
V rámci politologie se vyskytly pokusy rozdělit typy volebních obvodů podle jejich velikosti. Např. německý politolog Dieter Nohlen dělí obvody na malé (2–5 mandátů), středně velké (6–10 mandátů) a velké (10 a více mandátů). S velice podobným dělením přišli politologové Shugart a Taagepera, kteří definují velikost obvodů podle hodnoty M (magnitude). Ta vyjadřuje počet mandátů rozdělovaných v daném obvodě. Na základě hodnoty M rozlišují tři kategorie, které se jen nepatrně liší od těch Dietera Nohlena. Nízká hodnota M je v obvodech s 2–4 mandáty, střední v těch s 5–9 mandáty a vysoká s 10 a více mandáty.

### Uzavírací klauzule
Poměrný volební systém může být vybaven uzavírací klauzulí stanovující, že subjekty, které ve volbách získají menší procentní podíl hlasů než je stanoveno (např. 5 %), nejsou v zastupitelském orgánu zastoupeny. Někdy je možná výjimka z uzavírací klauzule pro strany, které uzavírací klauzuli nepřekročily, ale získaly určitý počet mandátů v některém ze základních volebních obvodů (viz např. Německo). Podíl propadlých hlasů kvůli uzavírací klauzuli lze snížit pomocí poměrným pořadovým hlasováním.

## Měření poměrnosti
Poměrnost volebního systému ovlivňuje volební účast. Ideální poměrný volební systém s rovným volebním právem má poměr podílu křesel a podílu hlasů přesně 1. Poměrnost volebního systému se dá měřit přes Gallagherův index. Česko má Gallagherův index 7,21; za optimální rozmezí je považováno 5 nebo méně.

## Výhody a nevýhody
Výhodou je, že díky zastoupení více politických stran orgán kopíruje rozložení zájmů ve společnosti.
Nevýhodou tohoto volebního systému je fakt, že do zastupitelského orgánu se typicky dostane větší počet stran, což může vést k problémům při schvalování zákonů, při vládnutí a zejména k politické nestabilitě.
Tato nevýhoda se projevuje pouze v systémech, které mají stejné mechanismy vládnutí jako Česká republika.[zdroj?] Existují však systémy, které neznají žádnou procentuální hranici pro vstup do zastupitelstev a ve kterých zastoupení 15 politických stran v parlamentě není překážkou úspěšného fungování vlády. Jednotlivý poslanec totiž nemá na toto fungování žádný vliv.[zdroj?]

## Využití poměrného systému v Česku
V Česku se listinný poměrný volební systém používá při volbách do Poslanecké sněmovny, evropského parlamentu, krajských a obecních zastupitelstev. Pro volby do Poslanecké sněmovny byla v letech 1993–1998 používána Hagenbach-Bischoffova metoda, ta byla v roce 2000 nahrazena D'Hondtovým dělitelem. Tu roku 2021 Ústavní soud označil za neústavní, proto byla přijata nová úprava, která pracuje s Imperialiho kvótou v prvním skrutiniu a s Hagenbach-Bischoffovou kvótou ve druhém skrutiniu.
D'Hondtův dělitel je využíván pro obecní a evropské volby. Pro krajské volby je používán tzv. vyrovnávací D'Hondtův dělitel (první dělitel je 1,42 namísto 1). 